# Rebellentaler

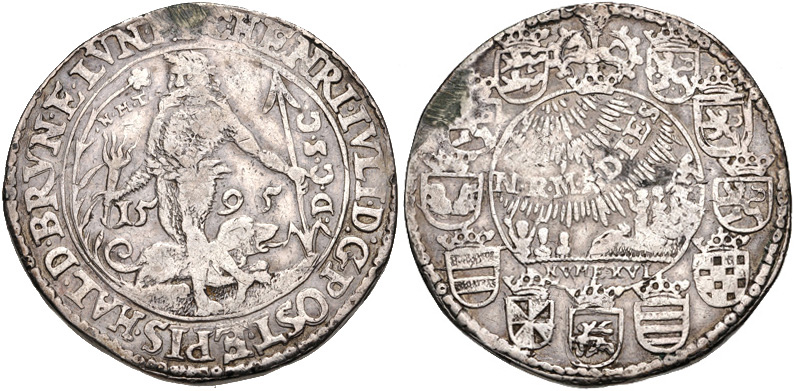
Rebellentaler des Herzogs Heinrich Julius von Braunschweig-Wolfenbüttel von 1595 (Silber; Durchmesser 39 mm; 28,32 g)

Der Rebellentaler, ältere Schreibweise Rebellen-Thaler, war der erste Taler in einer Reihe von Spottmünzen, den Heinrich Julius, Herzog von Braunschweig-Wolfenbüttel (1589–1613), im Jahr 1595 als Propagandamittel prägen ließ. Im mehrfach ausbrechenden Streit, besonders mit den Geschlechtern Salder, Steinberg und Stockheim, wollte er mit dem Talerbild bei der Bevölkerung Sympathie für seine Politik erlangen.

## Münzgeschichte

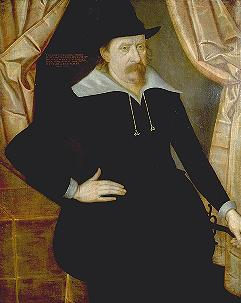
Heinrich Julius wollte mit dem Rebellentaler Sympathie für seine Politik erlangen

Nach Karl Christoph Schmieder ist der Rebellentaler eigentlich eine Stachelmünze auf einige Vasallen des Herzogs, die sich gegen ihn aufgelehnt und Unruhe im Land gestiftet hatten.
Die Geschlechter von Asseburg, von Stockheim und von Salder verklagten den Herzog wegen des Talers beim Reichskammergericht. Die Erklärung zu den einzelnen Details im Talerbild stammen aus den Gerichtsakten, die sonst, so Schmieder, „wo[h]l schwerlich möglich gewesen wäre“. Der Herzog ging bei der Verspottung einiger seiner Vasallen weit unter die Gürtellinie.
Die hier nachfolgende Beschreibung und Erklärung des Talers stammt im Wesentlichen aus diesen Akten und ist deshalb auch Teil der Münzgeschichte.

### Beschreibung und Erklärung des Talers
Der Rebellentaler ist ein im Reichsmünzfuß geprägter Reichstaler aus der Münzstätte Goslar. Der oben abgebildete silberne Taler hat einen Durchmesser von 39 mm und wiegt 28,32 g. Er wurde ohne Münzmeisterzeichen und Künstlersignatur geprägt. Heinrich Julius ließ den Sinnbild- oder emblematischen Taler in großer Stückzahl prägen, um ihn nicht nur im eigenen Land, sondern auch über seine Landesgrenze möglichst weit hinaus als Propagandamittel wirken zu lassen.

#### Vorderseite
Die Vorderseite zeigt den Wilden Mann mit einer brennenden Fackel in der Rechten. In der linken Hand hält er einen doppelspitzigen Pfeil, der unten einen Widerhaken auf beiden Seiten hat. Darunter ist ein wider den Stachel „löckender“ Hund zu sehen, aus dessen Unflat (Hundehaufen) ein Rosenstängel empor wächst. Die Jahreszahl 1595 ist zu beiden Seiten des „wilden Harzmannes“ geteilt. 
Zwischen den Blättern des Rosenstengels sind die Buchstaben •N•M•T• angeordnet. Sie stehen für „Noli me tangere“ (lat., Rühr mich nicht an!). Neben dem Pfeil befinden sich die Abkürzungen •D•C•S•C•. Sie stehen für „Durum contra stimulum calcitrare“ (lat., Es ist schwer, wider den Stachel zu löcken). Die Abkürzungen unterstreichen die Absicht des Herzogs. Durch die Details im Münzbild, die den Zeitgenossen verständlich waren, wird das noch verdeutlicht:
Die Familie Salder, die eine Rose im Wappen hat, wird durch eine aus dem Kot des Hundes wachsende Rose versinnbildlicht.
Der Rosenstock selbst zielt auf das Adelsgeschlecht von Stockheim. 
Die Familie Asseburg, die einen Hund im Wappen führt, wird als wider den Stachel leckenden Hund versinnbildlicht.
Die Umschrift lautet:
- HENRI(cus) IVLI(us) D(ei) G(ratia) POST(ulatus) EPIS(copus) HAL(berstadensis) D(ux) BRVN(svicensis) E(t) LVN(eburgensis) P(ro) P(atria) C(onsumor)
  - Übersetzung: Heinrich Julius von Gottes Gnaden, postulierter Bischof zu Halberstadt, Herzog zu Braunschweig und Lüneburg.
  - Sein Wahlspruch Pro Patria Consumor in der Umschrift lautet übersetzt: Für das Vaterland verzehre ich mich.

#### Rückseite
Oben im Wappenkranz befindet sich das in einer Krone stehende Helmkleinod, eine mit Pfauenfedern geschmückte Säule mit dem springenden Ross zwischen zwei mit den Spitzen gegeneinander gekehlten Sicheln.
Innerhalb des Kranzes mit elf bekrönten Wappen ist die Rotte Korach, eine Anspielung auf das horitisch-edomitische Geschlecht, zu sehen, das sich an Juda anschloss und versuchte, zu Priestern aufzusteigen, jedoch wegen dieses Vorhabens durch die machtausübenden Priester mit dem Strafgericht bedroht wurde (4. Mos. 31), im Abschnitt unten mit NUME•XVI (4. Mos. 16) angegeben.
Der liegende Tote im Bild, das die Rotte Korach zeigt, die von der Erde verschlungen wird, soll Burchard von Salder sein. Er war im Jahr 1595 gestorben.
Oben im Feld ist die strahlende Herrlichkeit Gottes dargestellt. Dabei stehen die Buchstaben N•R•M•A•D•I•E•S für „Non recedet malum a domo ingrati et seditiosa“ (lat., Nicht weichen wird das Leid vom Haus des Undankbaren und Aufsässigen).
Anmerkung: Die weiteren Sinnbild- oder emblematischen Taler des Herzogs in der Serie der Spottprägungen sind der Lügentaler von 1596 und 1597, der Wahrheitstaler von 1597 und 1598, der Mückentaler oder fälschlich Wespentaler von 1599 und der Pelikantaler oder Patriotentaler von 1599, mit dem der Herzog seinen Einsatz für das Land und die Untertanen symbolisieren wollte.